# Milo Đukanović
Milo Đukanović (Cyrillic Montenegro: Мило Ђукановић, phát âm [ˈmilɔ ˈdʑukanɔʋitɕ] ⓘ; sinh ngày 15 tháng 2 năm 1962) là một chính khách Montenegro và là tổng thống thứ hai của Montenegro.
Đukanović đã làm thủ tướng ba nhiệm kỳ liên tục từ năm 1991 đến 1998; ông là tổng thống Montenegro từ 1998-2002 và sau đó là 2003-2006 và từ chức cuối năm 2006, ông đã trở lại làm thủ tướng tháng 2 năm 2008. Liên minh của ông đã giành thắng lợi trong cuộc bầu cử quốc hội năm 2009 với đa số tuyệt đối, đảm bảo chắc chắn nhiệm kỳ thứ sáu của ông. Ông từ chức thủ tướng vào tháng 12 năm 2010.
Djukanovic cũng là chủ tịch của Đảng Dân chủ Xã hội Montenegro trong thời gian dài, đàng này ban đầu là một phân nhánh tại Montenegro của Đảng Cộng sản Nam Tư, ông là nguyên thủ của Montenegro kể từ khi nền chính trị quốc gia này chuyển sang đa đảng.
Khi Djukanovic xuất hiện trên trường chính trị như là một thanh niên và là một đồng minh thân cận của Slobodan Milošević. Năm 1996, ông quay lưng lại với Milošević, từ bỏ các truyền thống giữa Serbia và Montenegro về liên bang giữa hai quốc gia. Ông giám sát việc chuyển đổi của nước Cộng hoà Liên bang Nam Tư vào Liên minh Nhà nước Serbia và Montenegro và sự ly khai gia tăng của Montenegro khỏi Serbia, mà đỉnh cao là chiến thắng tại cuộc trưng cầu độc lập năm 2006.